# كين ناش
كين نـاش (بالإنجليزية: Ken Nash)‏ هو لاعب كرة قاعدة أمريكي، ولد في 14 يوليو 1888 في ويماوث في الولايات المتحدة، وتوفي في 16 فبراير 1977 في إيبسون في الولايات المتحدة.

## وصلات خارجية
- كين نـاش على موقعبيزبول رفرنس.كوم (الدوري الرئيسي) (الإنجليزية)
- كين نـاش على موقعبيزبول رفرنس.كوم (الدوري الثانوي) (الإنجليزية)